# Roger Lacolle

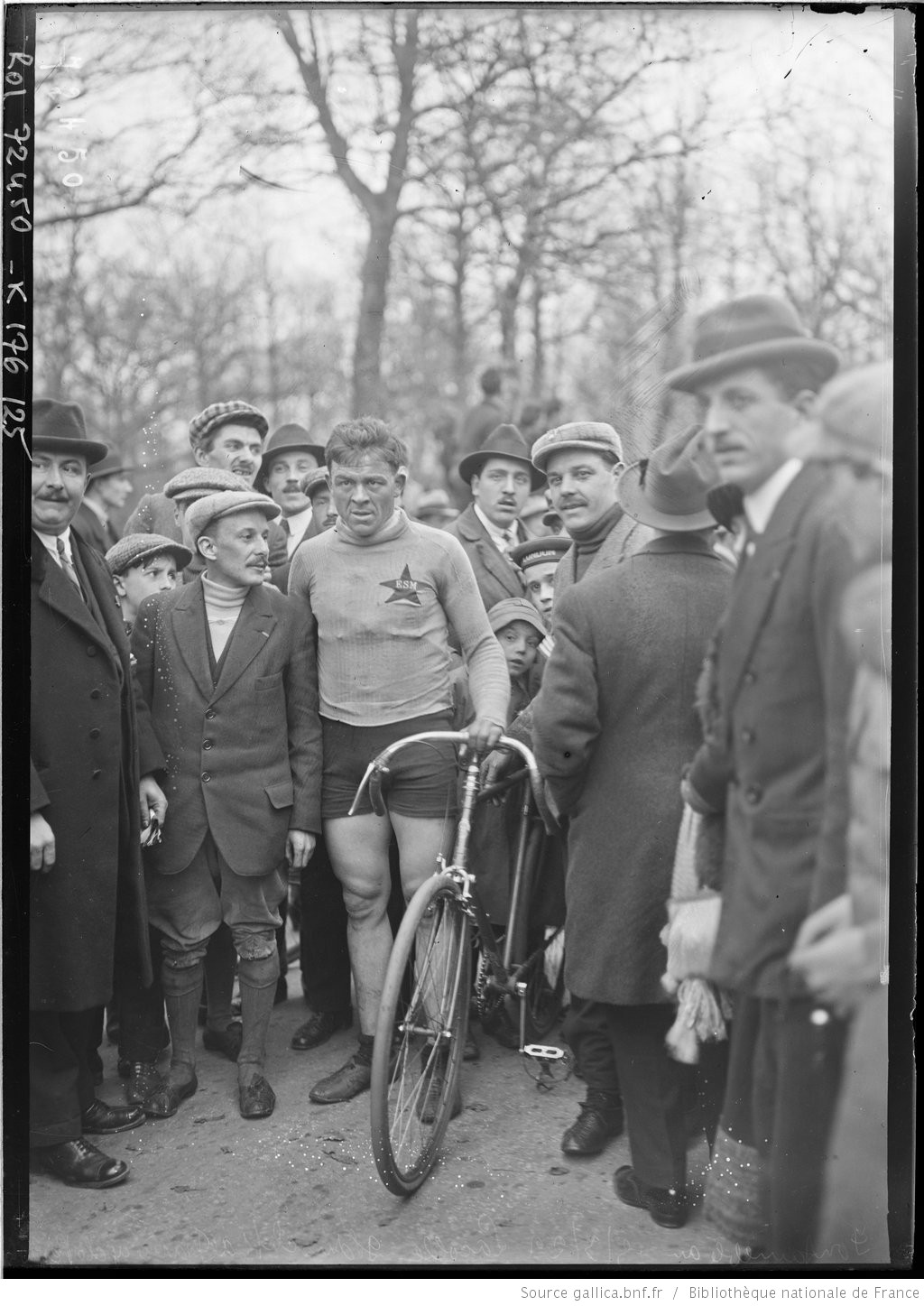
Roger Lacolle (1922)

Roger Lacolle (* 8. Januar 1898 in Bressuire; † 8. März 1973 in Lisieux) war ein französischer Radrennfahrer.

## Sportliche Laufbahn
Lacolle war im Straßenradsport und im Querfeldeinrennen (heutige Bezeichnung: Cyclocross) aktiv. 1922 gewann er die nationale Meisterschaft im Querfeldeinrennen vor Gaston Degy, 1923 vor Eugène Christophe. 1926 wurde er Vize-Meister hinter Charles Pélissier. In der Tour de France 1923 schied er aus, 1925 kam er auf den 42. Rang. Bei Paris–Evreux 1922 wurde er Dritter. In den Rennen der Monumente des Radsports war der 34. Platz im Rennen Paris–Roubaix 1922 sein bestes Resultat.